# NGC 2436
NGC 2436 في الفهرس العام الجديد، هي مجرة، تقع في كوكبة الوشق. اكتشفت بواسطة جون هيرشل.

## روابط خارجية
- NGC 2436 على موقع ويكي سكاي: DSS2, SDSS, GALEX, IRAS, Hydrogen α, X-Ray, Astrophoto, Sky Map, Articles and images